# Pantosaurus striatus
Il pantosauro (Pantosaurus striatus) è un rettile marino estinto, appartenente ai plesiosauri. Visse nel Giurassico superiore (Oxfordiano, circa 155 milioni di anni fa) e i suoi resti sono stati ritrovati in Nordamerica.

## Descrizione
Questo animale è noto per alcuni resti fossili incompleti privi di cranio, che tuttavia permettono di ricostruirne l'aspetto: doveva essere di piccole dimensioni (probabilmente non superava i 3 metri di lunghezza), con un collo lungo e zampe trasformate in strutture simili a pinne. Al contrario di forme simili e più grandi (come Muraenosaurus) sembra che Pantosaurus possedesse pinne anteriori di grandi dimensioni.

## Classificazione
Questo animale venne descritto per la prima volta da Othniel Charles Marsh nel 1891, sulla base di resti frammentari provenienti dalla formazione Sundance dello Wyoming. L'esemplare constava di un omero parziale, quattro carpali articolati, un frammento di coracoide e alcune vertebre cervicali isolate. L'olotipo (noto come YPM 543) venne denominato inizialmente Parasaurus striatus; poiché il nome Parasaurus era già stato utilizzato per un altro rettile fossile, Marsh dovette cambiarlo in Pantosaurus. Alla stessa specie venne poi attribuito anche un esemplare denominato inizialmente come Muraenosaurus reedii, proveniente dalla stessa formazione e descritto da Mehl nel 1912. Vennero poi trovati altri fossili attribuibili a Pantosaurus.
Per lungo tempo Pantosaurus è stato considerato un nomen dubium, a causa della scarsità dei resti fossili e della difficoltà a riscontrare caratteristiche diagnostiche. Nel 2003, tuttavia, uno studio ha messo in luce alcune differenze tra questo animale e i plesiosauri del Giurassico medio inglese come Muraenosaurus: Pantosaurus, ad esempio, possedeva un radio piuttosto grande e così anche l'articolazione omero - radio, mentre la forma inglese aveva zampe ridotte; Pantosaurus possedeva un gran numero di vertebre cervicali (35 - 40), simili in proporzioni e morfologia a quelle di Muraenosaurus.
Attualmente Pantosaurus è considerato un rappresentante dei criptoclididi, un gruppo di plesiosauri a collo lungo tipici del Giurassico, dal cranio corto e dotati di numerosi denti sottili. Un altro possibile criptoclidide proveniente dalla formazione Sundance del Wyoming è Tatenectes, dalla morfologia più specializzata.
Pantosaurus è stato il primo plesiosauro scoperto in Nordamerica proveniente da strati del Giurassico.

## Significato del nome
Il nome Pantosaurus deriva dal greco e significa "tutta lucertola", probabilmente in riferimento a Plesiosaurus ("quasi lucertola"). Anche il nome precedente attribuito da Marsh, Parasaurus ("accanto alla lucertola") dovrebbe essere un riferimento a Plesiosaurus. L'epiteto specifico, striatus, si riferisce ai solchi presenti sulle vertebre.